# 73 Klitija
73 Klitija (mednarodno ime 73 Klytia) je asteroid tipa S v glavnem asteroidnem pasu. 

## Odkritje
Asteroid je odkril Horace Parnell Tuttle (1839 – 1923) 7. aprila 1862.. Asteroid je poimenovan po nimfi Klitiji, ki je ljubila Apolona, iz grške mitologije. 

## Lastnosti
Asteroid Klitija obkroži Sonce v 4,35 letih. Njegova tirnica ima izsrednost 0,042, nagnjena pa je za 2,373° proti ekliptiki. Njegov premer je 44,4 km, okrog svoje osi pa se zavrti v 8,297 urah .